# 小川晶 (社会福祉学者)
小川 晶（おがわ あき）は、日本の社会福祉学者。植草学園大学発達教育学部教授。同附属子育て支援・教育実践センターセンター長。東京都出身。

## 人物
博士(社会福祉学)
専門は子どもの権利実現のための福祉社会デザイン。特に乳幼児期を専門とする。子どもが育つしくみ、建物、保育内容、子育て支援、保育動線、児童虐待の予防の方法などをデザイン、指導。

## 著書など
「保育所における母親への支援　－子育て支援をになう視点・方法分析－」学文社、2014年
https://researchmap.jp/aki918og

## デザイン
- 「こいっくべん」「こいっくおぐ」シンボルマークデザイン。
- 「つくる×たべる×まなぶ　－おいしいこと  役立つこと－ ®」 プロデュース。
- 「たちばなごはんカフェ」[1]プロデュース 。
- 「たちばなごはんカフェ」シンボルマークデザイン。
- 「たたり保育」
- 保育室多数

## 保育指導
- 埼玉県和光市、埼玉県飯能市、など多数。
- トイレトレーニング